# Njemački šahovski savez
Njemački šahovski savez (nje. Deutscher Schachbund), krovno tijelo športa šaha u Njemačkoj. Sjedište je u Berlinu, Hanns-Braun-Strasse, Friesenhaus 1. Osnovan je 1877. i član je FIDE od 1926. godine. Član je nacionalnog olimpijskog odbora. Njemačka pripada europskoj zoni 1.2a. Predsjednik je Ullrich Krause (ažurirano 21. listopada 2019.).

## Vanjske poveznice
- Službene stranice